# Miljan Vuković
Miljan Vuković (ur. 10 stycznia 1990 r. w Belgradzie) – serbski wioślarz.

## Osiągnięcia
- Mistrzostwa Świata Juniorów – Linz 2008 – czwórka ze sternikiem – 4. miejsce[1].
- Mistrzostwa Świata Juniorów – Brive-la-Gaillarde 2010 – czwórka bez sternika – 9. miejsce[1].
- Mistrzostwa Europy – Montemor-o-Velho 2010 – czwórka bez sternika – 6. miejsce[1].